# Luigi Spellanzon
Luigi Spellanzon (Conegliano, 11 agosto 1913 – Augodegò, 2 giugno 1938) è stato un militare italiano, decorato di medaglia d'oro al valor militare alla memoria nel corso delle operazioni militari in Africa Orientale Italiana.

## Biografia
Nacque a Conegliano Veneto, provincia di Treviso, l'11 agosto 1913 figlio di Francesco e Maria Peccolo. Si distinse per la vivace intelligenza fin dai primi anni di studio, conseguendo la licenza di terza media complementare a soli 12 anni. Il 23 settembre 1933 si arruolò volontario nel Regio Esercito, con la ferma di due anni, assegnato al battaglione alpini "Bassano" del 9º Reggimento alpini, di stanza a Tolmino. Il 23 febbraio 1934 fu promosso caporale, il 23 giugno 1934 caporal maggiore per conseguire poi la promozione a sergente il 23 settembre dello stesso anno. Come sottufficiale particolarmente preparato alla vita amministrativa ricoprì per oltre un anno vari incarichi fiduciari presso il proprio battaglione, fino al trasferimento alla 5ª Compagnia dell'11º Reggimento alpini di nuova costituzione, inquadrato nella Divisione "Pusteria".
Col nuovo reggimento si imbarcò a Napoli il 12 gennaio 1936, a guerra d'Etiopia già iniziata, arrivando a Massaua, in Eritrea, otto giorni più tardi. Nel corso del conflitto prese parte a diversi combattimenti, partecipando alle battaglie di Adi-Gul Nrgus il 12 febbraio 1936, dell'Amba Aradam tra il 15 e il 16 febbraio, al Passo Mecan (Amba Bohorà) il 31 marzo ed infine a Saeftì il 3 aprile 1936. Trasferito al Regio corpo truppe coloniali d'Eritrea dopo la fine della ostilità, fu assegnato alla residenza di Batiè a partire dall'agosto 1936, partecipando, volontario, alle operazioni di controguerriglia. Ferito da una pallottola di fucile Mauser all'addome durante il combattimento di Augodegò del 31 maggio 1938, decedette due giorni dopo mentre stava venendo evacuato verso un ospedaletto da campo al fine di essere curato. Infatti il comandante della Banda Galla a cui era aggregato, il tenente Aldo Danieli decise di evacuare il ferito verso il 23° Cantiere "Puricelli" attraverso la mulattiera di Coot. Il gruppo, forte di circa 147 uomini armati e 50 in funzione di portatori, partì al comando del graduato Ottaviani alle 7:45 del 2 giugno, raggiungendo verso le 12:00 il territorio di Angar in località Ciakalà. Nella zona di Cairali Maggheugua (nell'Infranta), contornata da piccole alture dominanti, la colonna fu improvvisamente attaccata da dietro con scariche di fucileria, cosa che rese impossibile ritirarsi, e alle 12:15 circa, quasi contemporaneamente, i ribelli attaccarono anche dai lati mentre altri gruppi di uomini armati impedivano di proseguire la marcia verso la piana del fiume Diarré. Mentre il grosso della colonna impegnava combattimenti contro i ribelli, il baluk bascì Mohamed Nur Hassen tentò di proseguire verso il Diarré per cercare di portare in salvo il ferito. Percorso 200 m il gruppo fu circondato ed attaccato dal nemico ed egli, fattosi consegnare la pistola d'ordinanza dal suo attendente, impegnò con esso e altri due ascari un furibondo combattimento in cui si difese fino all'ultima cartuccia, venendo poi ucciso da una pallottola in fronte. La salma venne ritrovata, sepolta sotto un tucul, e quindi trasferita e risepolta a Badò Uaha, a circa cinque ore da Mermerefià. Per onorarne il coraggio con Regio Decreto del 6 agosto 1940 fu decretata la concessione della medaglia d'oro al valor militare alla memoria. Una via di Conegliano porta il suo nome.

### Fonti
1. 1 2 3 4 5 6 7 8  Combattenti Liberazione.
2. ↑  Gruppo Medaglie d'Oro al Valor Militare 1965, p. 306.
3. 1 2 3 4 5 6 7  ANA Conegliano.
4. ↑  Medaglie d'oro al valor militare sul sito della Presidenza della Repubblica
5. ↑  Registrato alla Corte dei conti addì 25 settembre 1940, registro 8 Africa Italiana, foglio 312.